# Spojené státy americké na Letních olympijských hrách 1932
Spojené státy americké na Letních olympijských hrách v roce 1932 v kalifornském Los Angeles reprezentovalo 474 sportovců, z toho 74 žen a 400 mužů, ve 17 sportech.

## Medailisté
| Medaile | Jméno | Sport                | Soutěž                              |
| ------- | --- | -------------------- | ----------------------------------- |
| Zlato   | Eddie Tolan | Atletika             | Muži 100 m                          |
| Zlato   | Eddie Tolan | Atletika             | Muži 200 m                          |
| Zlato   | Bill Carr | Atletika             | Muži 400 m                          |
| Zlato   | George Saling | Atletika             | Muži 110 m překážek                 |
| Zlato   | Hector Dyer Bob Kiesel Emmett Toppino Frank Wykoff | Atletika             | Muži štafeta 4 × 100 m              |
| Zlato   | Edgar Ablowich Bill Carr Ivan Fuqua Karl Warner | Atletika             | Muži štafeta 4 × 400 m              |
| Zlato   | Ed Gordon | Atletika             | Muži skok daleký                    |
| Zlato   | William Miller | Atletika             | Muži skok o tyči                    |
| Zlato   | Leo Sexton | Atletika             | Muži vrh koulí                      |
| Zlato   | John Anderson | Atletika             | Muži hod diskem                     |
| Zlato   | James Bausch | Atletika             | Muži desetiboj                      |
| Zlato   | Mildred Didriksonová | Atletika             | Ženy 80 m překážek                  |
| Zlato   | Mildred Didriksonová | Atletika             | Ženy hod oštěpem                    |
| Zlato   | Mary Carew Evelyn Furtsch Annette Rogers Wilhelmina von Bremenová | Atletika             | Ženy štafeta 4 × 100 m              |
| Zlato   | Jean Shileyová | Atletika             | Ženy skok vysoký                    |
| Zlato   | Lillian Copelandová | Atletika             | Ženy hod diskem                     |
| Zlato   | Edward Flynn | Box                  | Muži váha lehká střední do 66,7 kg  |
| Zlato   | Carmen Barth | Box                  | Muži váha střední do 72,6 kg        |
| Zlato   | Michael Galitzen | Skoky do vody        | Muži prkno 3 m                      |
| Zlato   | Harold Smith | Skoky do vody        | Muži věž 10 m                       |
| Zlato   | Georgia Coleman | Skoky do vody        | Ženy prkno 3 m                      |
| Zlato   | Dorothy Poynton | Skoky do vody        | Ženy věž 10 m                       |
| Zlato   | Edwin Argo Harry Chamberlin Earl Foster Thomson | Jezdectví            | Jezdecká všestrannost – družstvo    |
| Zlato   | Dallas Bixler | Sportovní gymnastika | Muži hrazda                         |
| Zlato   | George Roth | Sportovní gymnastika | Muži Indian clubs ???               |
| Zlato   | George Gulack | Sportovní gymnastika | Muži kruhy                          |
| Zlato   | Raymond Bass | Sportovní gymnastika | Muži šplh na laně                   |
| Zlato   | Rowland Wolfe | Sportovní gymnastika | Muži tumbling ??????                |
| Zlato   | William Gilmore Kenneth Myers | Veslování            | Muži dvojskif                       |
| Zlato   | Edward Jennings Charles Kieffer Joseph Schauers | Veslování            | Muži dvojka s kormidelníkem         |
| Zlato   | James Blair Charles Chandler David Dunlap Norris Graham Duncan Gregg Winslow Hall Burton Jastram Edwin Salisbury Harold Tower                                                                   | Veslování            | Muži osmiveslice                    |
| Zlato   | Gilbert Gray Andrew Libano | Jachting             | Třida Star                          |
| Zlato   | John Biby Alphonse Burnand Kenneth Carey Owen Churchill William Cooper Pierpont Davis Carl Dorsey John Huettner Richard Moore Alan Morgan Robert Sutton Thomas Webster                          | Jachting             | Třida 8 m                           |
| Zlato   | Buster Crabbe | Plavání              | Muži 400 m volný způsob             |
| Zlato   | Helene Madisonová | Plavání              | Ženy 100 m volný způsob             |
| Zlato   | Helene Madisonová | Plavání              | Ženy 400 m volný způsob             |
| Zlato   | Eleanor Holmová | Plavání              | Ženy 100 m znak                     |
| Zlato   | Helen Johns Helene Madisonová Josephine McKim Eleanor Saville | Plavání              | Ženy štafeta 4 × 100 m volný způsob |
| Zlato   | Robert Pearce | Zápas                | Muži volný styl do 56 kg            |
| Zlato   | Jack van Bebber | Zápas                | Muži volný styl do 72 kg            |
| Zlato   | Peter Mehringer | Zápas                | Muži volný styl do 87 kg            |
| Stříbro | Ralph Metcalfe | Atletika             | Muži 100 m                          |
| Stříbro | George Simpson | Atletika             | Muži 200 m                          |
| Stříbro | Ben Eastman | Atletika             | Muži 400 m                          |
| Stříbro | Ralph Hill | Atletika             | Muži 5000 m                         |
| Stříbro | Percy Beard | Atletika             | Muži 110 m překážek                 |
| Stříbro | Glenn Hardin | Atletika             | Muži 400 m překážek                 |
| Stříbro | Lambert Redd | Atletika             | Muži skok daleký                    |
| Stříbro | Bob Van Osdel | Atletika             | Muži skok vysoký                    |
| Stříbro | Harlow Rothert | Atletika             | Muži vrh koulí                      |
| Stříbro | Henri LaBorde | Atletika             | Muži hod diskem                     |
| Stříbro | Evelyne Hallová | Atletika             | Ženy 80 m překážek                  |
| Stříbro | Mildred Didriksonová | Atletika             | Ženy skok vysoký                    |
| Stříbro | Ruth Osburnová | Atletika             | Ženy hod diskem                     |
| Stříbro | Harold Smith | Skoky do vody        | Muži prkno 3 m                      |
| Stříbro | Michael Galitzen | Skoky do vody        | Muži věž 10 m                       |
| Stříbro | Katherine Rawls | Skoky do vody        | Ženy prkno 3 m                      |
| Stříbro | Georgia Coleman | Skoky do vody        | Ženy věž 10 m                       |
| Stříbro | Earl Foster Thomson | Jezdectví            | Jezdecká všestrannost – jednotlivci |
| Stříbro | Harry Chamberlin | Jezdectví            | Parkurové skákání – jednotlivci     |
| Stříbro | Joseph Levis | Šerm                 | Muži fleret                         |
| Stříbro | Frank Cumiskey Frank Haubold Al Jochim Fred Meyer Michael Schuler | Sportovní gymnastika | Družstvo mužů                       |
| Stříbro | Philip Erenberg | Sportovní gymnastika | Muži Indian clubs ???               |
| Stříbro | Bill Denton | Sportovní gymnastika | Muži kruhy                          |
| Stříbro | William Galbraith | Sportovní gymnastika | Muži šplh na laně                   |
| Stříbro | Edwin Gross | Sportovní gymnastika | Muži tumbling ???                   |
| Stříbro | Al Jochim | Sportovní gymnastika | Muži přeskok                        |
| Stříbro | William Miller | Veslování            | Muži skif                           |
| Stříbro | Temple Ashbrook Robert Carlson Frederic Conant Emmett Davis Donald Wills Douglas, Jr. Charles Smith                                                                                             | Jachting             | Třida 6 m                           |
| Stříbro | Frank Booth George Fissler Maiola Kalili Manuella Kalili | Plavání              | Muži štafeta 4 × 200 m volný způsob |
| Stříbro | Lenore Kight | Plavání              | Ženy 400 m volný způsob             |
| Stříbro | Edgar Nemir | Zápas                | Muži volný styl do 61 kg            |
| Stříbro | Jack Riley | Zápas                | Muži volný styl nad 97 kg           |
| Bronz   | Ralph Metcalfe | Atletika             | Muži 200 m                          |
| Bronz   | Morgan Taylor | Atletika             | Muži 400 m překážek                 |
| Bronz   | Joe McCluskey | Atletika             | Muži 3000 m steeplechase            |
| Bronz   | George Jefferson | Atletika             | Muži skok o tyči                    |
| Bronz   | Peter Zaremba | Atletika             | Muži hod kladivem                   |
| Bronz   | Wilhelmina von Bremenová | Atletika             | Ženy 100 m                          |
| Bronz   | Louis Salica | Box                  | Muži váha muší do 50,8 kg           |
| Bronz   | Nathan Bor | Box                  | Muži lehká váha do 61,2 kg          |
| Bronz   | Frederick Feary | Box                  | Muži váha těžká do 79,4 kg          |
| Bronz   | Richard Degener | Skoky do vody        | Muži prkno 3 m                      |
| Bronz   | Frank Kurtz | Skoky do vody        | Muži věž 10 m                       |
| Bronz   | Jane Fauntz | Skoky do vody        | Ženy prkno 3 m                      |
| Bronz   | Marion Roper | Skoky do vody        | Ženy věž 10 m                       |
| Bronz   | Hiram Tuttle | Jezdectví            | Drezura – jednotlivci               |
| Bronz   | Isaac Kitts Alvin Moore Hiram Tuttle | Jezdectví            | Drezura – družstvo                  |
| Bronz   | George Calnan Miguel de Capriles Gustave Marinius Heiss Tracy Jaeckel Frank Righeimer Curtis Shears                                                                                             | Šerm                 | Družstvo mužů kord                  |
| Bronz   | Hugh Alessandroni George Calnan Dernell Every Joseph Levis Frank Righeimer Richard Steere | Šerm                 | Družstvo mužů fleret                |
| Bronz   | William Boddington Harold Brewster Roy Coffin Amos Deacon Horace Disston Samuel Ewing James Gentle Henry Greer Lawrence Knapp David McMullin Leonard O'Brien Charles Sheaffer Frederick Wolters | Pozemní hokej        | Turnaj mužů                         |
| Bronz   | William Kuhlemeier | Sportovní gymnastika | Muži Indian clubs ???               |
| Bronz   | Frank Haubold | Sportovní gymnastika | Muži kůň našíř                      |
| Bronz   | Thomas Connolly | Sportovní gymnastika | Muži šplh na laně                   |
| Bronz   | William Herrmann | Sportovní gymnastika | Muži tumbling ???                   |
| Bronz   | Ed Carmichael | Sportovní gymnastika | Muži přeskok                        |
| Bronz   | Richard Mayo | Moderní pětiboj      | Muži jednotlivci                    |
| Bronz   | Albert Schwartz | Plavání              | Muži 100 m volný způsob             |
| Bronz   | Jim Cristy | Plavání              | Muži 1500 m volný způsob            |
| Bronz   | Eleanor Saville | Plavání              | Ženy 100 m volný způsob             |
| Bronz   | Austin Clapp Philip Daubenspeck Charles Finn Duke Kahanamoku Charles McCallister Wally O'Connor Tex Robertson Cal Strong Herbert Wildman                                                        | Vodní polo           | Turnaj mužů                         |
| Bronz   | Tony Terlazzo | Vzpírání             | Muži do 60 kg                       |
| Bronz   | Henry Duey | Vzpírání             | Muži do 82.5 kg                     |